# Тэмпё
Тэмпё, Тэмпэй или Тэмбё (яп. 天平 тэмпё:, тэмпэй, тэмбё:, мир Поднебесной) — девиз правления (нэнго) японского императора Сёму с 729 по 749 год .

## Продолжительность
Начало и конец эры:
- 5-й день 8-й луны 6-го года Дзинки (по юлианскому календарю — 2 сентября 729 года);
- 14-й день 4-й луны 21-го года Тэмпё (по юлианскому календарю — 4 мая 749 года).

## Происхождение
Название нэнго было заимствовано:
- из Книги Перемен:「聖人感人心而天下和平」[5];
- из Ли цзи:「国治而后天下平」[5].

## События

Восстание под предводительством Фудзивары-но Хироцугу. Красными стрелками показаны силы повстанцев, синей — проправительственные войска.

- 737 год (9-й год Тэмпё) — эпидемия оспы;
- 740 год (8-я луна 12-го года Тэмпё) — на суде императора Сёму в Наре Киби-но Макиби и Гэмбо сговорились с целью дискредитации дадзая-сёнги (вице-губернатора правительства Кюсю) Фудзивары-но Хироцугу[7];
- 740 год (9-я луна 12-го года Тэмпё) — восстание под предводительством Фудзивары-но Хироцугу (яп. 藤原広嗣の乱) в ответ на возросшее влияние Гэмбо[7];
- 740 год (9-я луна 12-го года Тэмпё) — войско в 17 000 человек под командованием Оно-но Адзумабито (яп. 大野 東人) отправилось в Кюсю для подавления бунта[7];
- 740 год (10-я луна 12-го года Тэмпё) — решительная победа над повстанцами; Фудзивара-но Хироцугу был обезглавлен в провинции Хидзэн[7];
- 740 год — перенос столицы в Куни-кё[8].
- 741 год (13-й год Тэмпё) — по инициативе императора по всей стране начато строительство провинциальных храмов кокубун-дзи и провинциальных женских монастырей кокубун-нидзи[9]. «Кокубун-дзи» часто именовались как «конкомё ситэнно гококу-но тэра» (что значит «храмы для защиты окрестностей под покровительством четырёх божеств золотого света»). Кокубун-нидзи назывались «хоккэ мэтудзай-но тэра» (что значит «монастырь, очищающий грехи лотосовой сутрой»)[9];
- 743 год (15-й год Тэмпё) — император издает указ о постройке статуи большого Будды (дайбуцу); статуя будет помещена в монастыре Тодай-дзи, Нара[10];
- 743 год — издан Закон о бессрочной собственности на обрабатываемые земли (яп. 墾田永代私財法);
- 744 год (16-й год Тэмпё) — столица перенесена в Нанива-кё (на территории современного города Осака)[7];
- 745 год (17-й год Тэмпё) — столица вернулась в Хэйдзё-кё (Нара), завершено строительство великого Будды[11];
- 749 год (21-й год Тэмпё) — после 25-летнего царствования императора Сёму передал бразды правления своей дочери, Такано-химэ, будущей императрице Кокэн. После отречения Сёму стал буддийским священником, первым из дайдзё тэнно. Императрица Комё также дала обет стать буддийской монахиней[12].

## Сравнительная таблица
Ниже представлена таблица соответствия японского традиционного и европейского летосчисления. В скобках к номеру года японской эры указано название соответствующего года из 60-летнего цикла китайской системы гань-чжи. Японские месяцы традиционно названы лунами.
| 1-й год Тэмпё (Земляная Змея)         | 1-я луна       | 2-я луна*             | 3-я луна  | 4-я луна*              | 5-я луна  | 6-я луна               | 7-я луна*              | 8-я луна*              | 9-я луна    | 10-я луна*            | 11-я луна  | 12-я луна*             |               |
| ------------------------------------- | -------------- | --------------------- | --------- | ---------------------- | --------- | ---------------------- | ---------------------- | ---------------------- | ----------- | --------------------- | ---------- | ---------------------- | ------------- |
| Юлианский календарь                   | 3 февраля 729  | 5 марта               | 3 апреля  | 3 мая                  | 1 июня    | 1 июля                 | 31 июля                | 29 августа             | 27 сентября | 27 октября            | 25 ноября  | 25 декабря             |               |
| 2-й год Тэмпё (Металлическая Лошадь)  | 1-я луна       | 2-я луна*             | 3-я луна  | 4-я луна               | 5-я луна* | 6-я луна               | 6-я луна* (високосная) | 7-я луна               | 8-я луна*   | 9-я луна              | 10-я луна* | 11-я луна              | 12-я луна*    |
| Юлианский календарь                   | 23 января 730  | 22 февраля            | 23 марта  | 22 апреля              | 22 мая    | 20 июня                | 20 июля                | 18 августа             | 17 сентября | 16 октября            | 15 ноября  | 14 декабря             | 13 января 731 |
| 3-й год Тэмпё (Металлическая Коза)    | 1-я луна       | 2-я луна*             | 3-я луна  | 4-я луна*              | 5-я луна  | 6-я луна*              | 7-я луна               | 8-я луна               | 9-я луна*   | 10-я луна             | 11-я луна* | 12-я луна              |               |
| Юлианский календарь                   | 11 февраля 731 | 13 марта              | 11 апреля | 11 мая                 | 9 июня    | 9 июля                 | 7 августа              | 6 сентября             | 6 октября   | 4 ноября              | 4 декабря  | 2 января 732           |               |
| 4-й год Тэмпё (Водяная Обезьяна)      | 1-я луна*      | 2-я луна              | 3-я луна* | 4-я луна*              | 5-я луна  | 6-я луна               | 7-я луна*              | 8-я луна               | 9-я луна    | 10-я луна*            | 11-я луна  | 12-я луна              |               |
| Юлианский календарь                   | 1 февраля 732  | 1 марта               | 31 марта  | 29 апреля              | 28 мая    | 27 июня                | 27 июля                | 25 августа             | 24 сентября | 24 октября            | 22 ноября  | 22 декабря             |               |
| 5-й год Тэмпё (Водяной Петух)         | 1-я луна*      | 2-я луна              | 3-я луна* | 3-я луна* (високосная) | 4-я луна* | 5-я луна               | 6-я луна*              | 7-я луна               | 8-я луна    | 9-я луна*             | 10-я луна  | 11-я луна              | 12-я луна*    |
| Юлианский календарь                   | 21 января 733  | 19 февраля            | 21 марта  | 19 апреля              | 18 мая    | 16 июня                | 16 июля                | 14 августа             | 13 сентября | 13 октября            | 11 ноября  | 11 декабря             | 10 января 734 |
| 6-й год Тэмпё (Деревянная Собака)     | 1-я луна       | 2-я луна*             | 3-я луна  | 4-я луна*              | 5-я луна* | 6-я луна               | 7-я луна*              | 8-я луна               | 9-я луна*   | 10-я луна             | 11-я луна  | 12-я луна              |               |
| Юлианский календарь                   | 8 февраля 734  | 10 марта              | 8 апреля  | 8 мая                  | 6 июня    | 5 июля                 | 4 августа              | 2 сентября             | 2 октября   | 31 октября            | 30 ноября  | 30 декабря             |               |
| 7-й год Тэмпё (Деревянная Свинья)     | 1-я луна*      | 2-я луна              | 3-я луна* | 4-я луна               | 5-я луна* | 6-я луна*              | 7-я луна               | 8-я луна*              | 9-я луна    | 10-я луна*            | 11-я луна  | 11-я луна (високосная) | 12-я луна*    |
| Юлианский календарь                   | 29 января 735  | 27 февраля            | 29 марта  | 27 апреля              | 27 мая    | 25 июня                | 24 июля                | 23 августа             | 21 сентября | 21 октября            | 19 ноября  | 19 декабря             | 18 января 736 |
| 8-й год Тэмпё (Огненная Крыса)        | 1-я луна       | 2-я луна              | 3-я луна* | 4-я луна               | 5-я луна* | 6-я луна*              | 7-я луна               | 8-я луна*              | 9-я луна    | 10-я луна*            | 11-я луна  | 12-я луна*             |               |
| Юлианский календарь                   | 16 февраля 736 | 17 марта              | 16 апреля | 15 мая                 | 14 июня   | 13 июля                | 11 августа             | 10 сентября            | 9 октября   | 8 ноября              | 7 декабря  | 6 января 737           |               |
| 9-й год Тэмпё (Огненный Бык)          | 1-я луна       | 2-я луна              | 3-я луна  | 4-я луна*              | 5-я луна  | 6-я луна*              | 7-я луна*              | 8-я луна               | 9-я луна*   | 10-я луна             | 11-я луна* | 12-я луна              |               |
| Юлианский календарь                   | 4 февраля 737  | 6 марта               | 5 апреля  | 5 мая                  | 3 июня    | 3 июля                 | 1 августа              | 30 августа             | 29 сентября | 28 октября            | 27 ноября  | 26 декабря             |               |
| 10-й год Тэмпё (Земляной Тигр)        | 1-я луна*      | 2-я луна              | 3-я луна  | 4-я луна*              | 5-я луна  | 6-я луна*              | 7-я луна               | 7-я луна* (високосная) | 8-я луна    | 9-я луна*             | 10-я луна  | 11-я луна*             | 12-я луна     |
| Юлианский календарь                   | 25 января 738  | 23 февраля            | 25 марта  | 24 апреля              | 23 мая    | 22 июня                | 21 июля                | 20 августа             | 18 сентября | 18 октября            | 16 ноября  | 16 декабря             | 14 января 739 |
| 11-й год Тэмпё (Земляной Кролик)      | 1-я луна*      | 2-я луна              | 3-я луна* | 4-я луна               | 5-я луна  | 6-я луна*              | 7-я луна               | 8-я луна*              | 9-я луна    | 10-я луна*            | 11-я луна  | 12-я луна*             |               |
| Юлианский календарь                   | 13 февраля 739 | 14 марта              | 13 апреля | 12 мая                 | 11 июня   | 11 июля                | 9 августа              | 8 сентября             | 7 октября   | 6 ноября              | 5 декабря  | 4 января 740           |               |
| 12-й год Тэмпё (Металлический Дракон) | 1-я луна       | 2-я луна*             | 3-я луна  | 4-я луна*              | 5-я луна  | 6-я луна*              | 7-я луна               | 8-я луна               | 9-я луна*   | 10-я луна             | 11-я луна* | 12-я луна              |               |
| Юлианский календарь                   | 2 февраля 740  | 3 марта               | 1 апреля  | 1 мая                  | 30 мая    | 29 июня                | 28 июля                | 27 августа             | 26 сентября | 25 октября            | 24 ноября  | 23 декабря             |               |
| 13-й год Тэмпё (Металлическая Змея)   | 1-я луна*      | 2-я луна              | 3-я луна* | 3-я луна* (високосная) | 4-я луна  | 5-я луна*              | 6-я луна               | 7-я луна               | 8-я луна*   | 9-я луна              | 10-я луна  | 11-я луна*             | 12-я луна     |
| Юлианский календарь                   | 22 января 741  | 20 февраля            | 22 марта  | 20 апреля              | 19 мая    | 18 июня                | 17 июля                | 16 августа             | 15 сентября | 14 октября            | 13 ноября  | 13 декабря             | 11 января 742 |
| 14-й год Тэмпё (Водяная Лошадь)       | 1-я луна*      | 2-я луна              | 3-я луна* | 4-я луна*              | 5-я луна  | 6-я луна*              | 7-я луна               | 8-я луна*              | 9-я луна    | 10-я луна             | 11-я луна  | 12-я луна*             |               |
| Юлианский календарь                   | 10 февраля 742 | 11 марта              | 10 апреля | 9 мая                  | 7 июня    | 7 июля                 | 5 августа              | 4 сентября             | 3 октября   | 2 ноября              | 2 декабря  | 1 января 743           |               |
| 15-й год Тэмпё (Водяная Коза)         | 1-я луна       | 2-я луна*             | 3-я луна  | 4-я луна*              | 5-я луна* | 6-я луна               | 7-я луна*              | 8-я луна               | 9-я луна*   | 10-я луна             | 11-я луна  | 12-я луна              |               |
| Юлианский календарь                   | 30 января 743  | 1 марта               | 30 марта  | 29 апреля              | 28 мая    | 26 июня                | 26 июля                | 24 августа             | 23 сентября | 22 октября            | 21 ноября  | 21 декабря             |               |
| 16-й год Тэмпё (Деревянная Обезьяна)  | 1-я луна*      | 1-я луна (високосная) | 2-я луна* | 3-я луна               | 4-я луна* | 5-я луна*              | 6-я луна               | 7-я луна*              | 8-я луна*   | 9-я луна              | 10-я луна  | 11-я луна*             | 12-я луна     |
| Юлианский календарь                   | 20 января 744  | 18 февраля            | 19 марта  | 17 апреля              | 17 мая    | 15 июня                | 14 июля                | 13 августа             | 11 сентября | 10 октября            | 9 ноября   | 9 декабря              | 7 января 745  |
| 17-й год Тэмпё (Деревянный Петух)     | 1-я луна       | 2-я луна              | 3-я луна* | 4-я луна               | 5-я луна* | 6-я луна*              | 7-я луна               | 8-я луна*              | 9-я луна*   | 10-я луна             | 11-я луна  | 12-я луна*             |               |
| Юлианский календарь                   | 6 февраля 745  | 8 марта               | 7 апреля  | 6 мая                  | 5 июня    | 4 июля                 | 2 августа              | 1 сентября             | 30 сентября | 29 октября            | 28 ноября  | 28 декабря             |               |
| 18-й год Тэмпё (Огненная Собака)      | 1-я луна       | 2-я луна              | 3-я луна* | 4-я луна               | 5-я луна  | 6-я луна*              | 7-я луна*              | 8-я луна               | 9-я луна*   | 9-я луна (високосная) | 10-я луна* | 11-я луна              | 12-я луна*    |
| Юлианский календарь                   | 26 января 746  | 25 февраля            | 27 марта  | 25 апреля              | 25 мая    | 24 июня                | 23 июля                | 21 августа             | 20 сентября | 19 октября            | 18 ноября  | 17 декабря             | 16 января 747 |
| 19-й год Тэмпё (Огненная Свинья)      | 1-я луна       | 2-я луна*             | 3-я луна  | 4-я луна               | 5-я луна* | 6-я луна               | 7-я луна*              | 8-я луна               | 9-я луна*   | 10-я луна             | 11-я луна* | 12-я луна              |               |
| Юлианский календарь                   | 14 февраля 747 | 16 марта              | 14 апреля | 14 мая                 | 13 июня   | 12 июля                | 11 августа             | 9 сентября             | 9 октября   | 7 ноября              | 7 декабря  | 5 января 748           |               |
| 20-й год Тэмпё (Земляная Крыса)       | 1-я луна*      | 2-я луна              | 3-я луна* | 4-я луна               | 5-я луна* | 6-я луна               | 7-я луна               | 8-я луна*              | 9-я луна    | 10-я луна*            | 11-я луна  | 12-я луна*             |               |
| Юлианский календарь                   | 4 февраля 748  | 4 марта               | 3 апреля  | 2 мая                  | 1 июня    | 30 июня                | 30 июля                | 29 августа             | 27 сентября | 27 октября            | 25 ноября  | 25 декабря             |               |
| 21-й год Тэмпё (Земляной Бык)         | 1-я луна       | 2-я луна*             | 3-я луна* | 4-я луна               | 5-я луна  | 5-я луна* (високосная) | 6-я луна               | 7-я луна*              | 8-я луна    | 9-я луна              | 10-я луна* | 11-я луна              | 12-я луна*    |
| Юлианский календарь                   | 23 января 749  | 22 февраля            | 23 марта  | 21 апреля              | 21 мая    | 20 июня                | 19 июля                | 18 августа             | 16 сентября | 16 октября            | 15 ноября  | 14 декабря             | 13 января 750 |

* звёздочкой отмечены короткие месяцы (луны) продолжительностью 29 дней. Остальные месяцы длятся 30 дней.